# Giờ Tây Phi
|  | UTC-01:00 | Giờ Cabo Verde (Đảo của Cabo Verde nằm ở phía Tây của Châu Phi.)     |
|  | UTC±00:00 | Giờ Tây Âu · Giờ Quốc tế                                             |
|  | UTC+01:00 | Giờ chuẩn Trung Âu · Giờ Tây Phi · Giờ mùa hè Tây Âu.                |
|  | UTC+02:00 | Giờ Trung Phi · Giờ Đông Âu · Giờ chuẩn Nam Phi · Giờ mùa hè Tây Phi |
|  | UTC+03:00 | Giờ Đông Phi                                                         |
|  | UTC+04:00 | Giờ Mauritius · Giờ Seychelles                                       |

Giờ Tây Phi, (hay còn gọi là WAT), là múi giờ được sử dụng ở phía tây trung tâm châu Phi; với các quốc gia phía tây Bénin thay vì sử dụng Giờ chuẩn Greenwich (GMT; tương đương với UTC không có bù). Giờ Tây Phi đi trước một giờ so với Giờ phối hợp quốc tế (UTC+01), làm cho nó giống với Giờ Trung Âu (CET) trong mùa đông, hoặc Giờ mùa hè Tây Âu (WEST) và Giờ mùa hè của Anh (BST) trong mùa hè.
Vì hầu hết múi giờ này là ở khu vực nhiệt đới, có rất ít thay đổi về độ dài ngày trong suốt cả năm, vì vậy thời gian tiết kiệm ánh sáng ban ngày không được quan sát.
Giờ Tây Phi được sử dụng bởi các quốc gia sau:
- Algérie (theo Giờ Trung Âu)
- Angola
- Bénin
- Chad
- Cameroon
- Cộng hòa Trung Phi
- Cộng hòa Dân chủ Congo (chỉ phía tây)
- Equatorial Guinea
- Gabon
- Morocco (là Giờ Trung Âu)
- Niger
- Nigeria
- Cộng hòa Congo
- Tunisia (là Giờ Trung Âu)